# Lijst van natuurparken in Duitsland

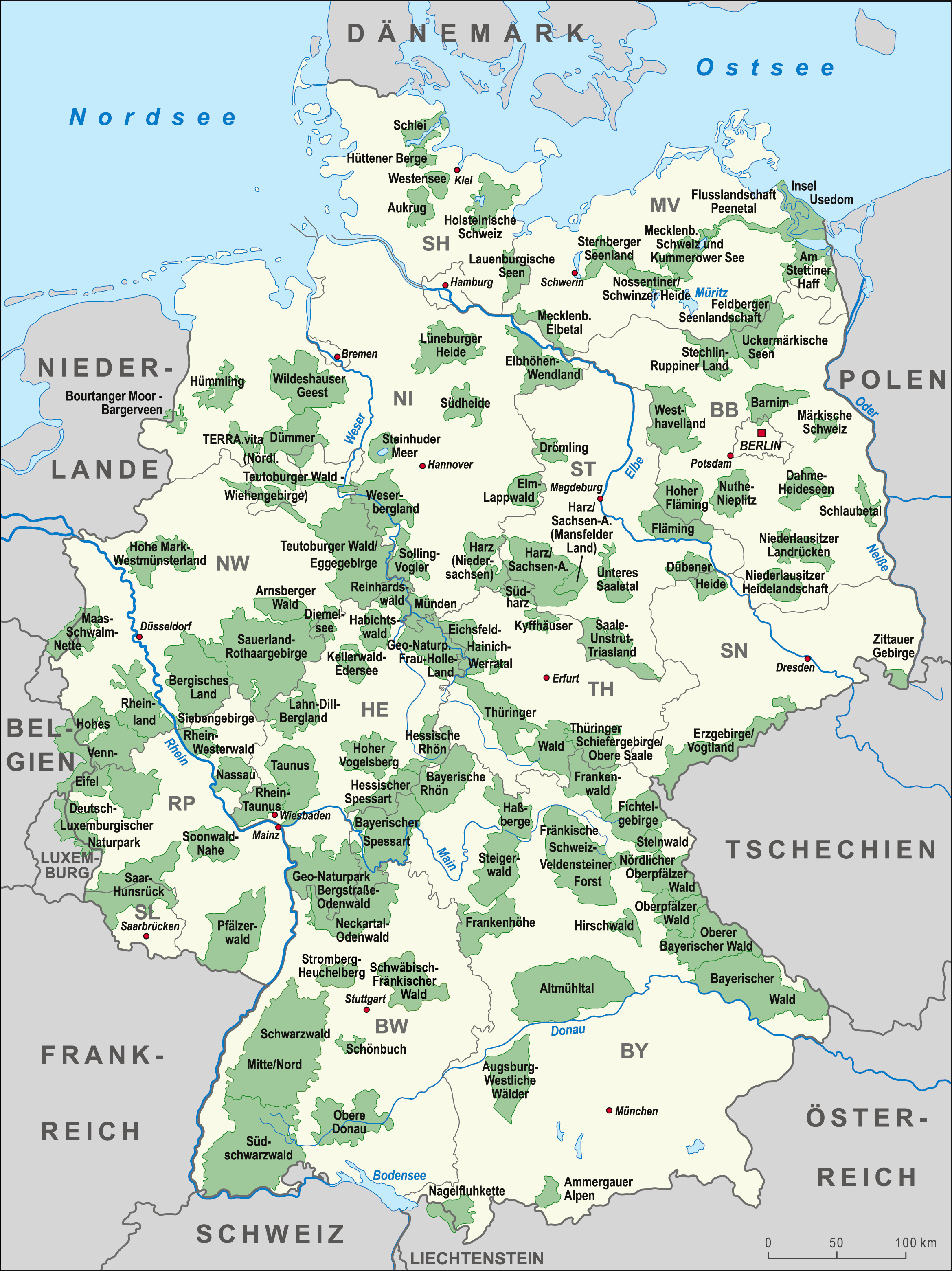
Duitse natuurparken

Hieronder volgt een lijst van natuurparken in Duitsland. Een Duits natuurpark (Duits: Naturpark) wordt steeds opgericht volgens paragraaf 27 van de federale natuurbeschermingswet (Bundesnaturschutzgesetz (BNatSchG)). Natuurparken zijn landschappelijk waardevolle gebieden waar natuur en recreatie hand in hand gaan. 
Ze mogen niet verward worden met de 16 Duitse nationale parken, waar de natuur veel strenger beschermd wordt.

## Natuurparken in Duitsland
| Naam natuurpark                                                                         | Foto |
| --------------------------------------------------------------------------------------- | ---- |
| Natuurpark Altmühltal                                                                   |      |
| Natuurpark Am Stettiner Haff                                                            |      |
| Natuurpark Ammergauer Alpen                                                             |      |
| Natuurpark Arnsberger Wald                                                              |      |
| Natuurpark Augsburg-Westliche Wälder                                                    |      |
| Natuurpark Aukrug                                                                       |      |
| Natuurpark Barnim                                                                       |      |
| Natuurpark Bayerische Rhön                                                              |      |
| Natuurpark Bayerische Spessart                                                          |      |
| Natuurpark Bayerischer Wald (niet te verwarren met Nationaal Park Bayerischer Wald)     |      |
| Natuurpark Bergisches Land                                                              |      |
| Natuurpark Bergstraße-Odenwald                                                          |      |
| Natuurpark Bourtanger Moor-Bargerveen                                                   |      |
| Natuurpark Dahme-Heideseen                                                              |      |
| Natuurpark Diemelsee                                                                    |      |
| Natuurpark Dübener Heide                                                                |      |
| Natuurpark Dümmer                                                                       |      |
| Natuurpark Eichsfeld-Hainich-Werratal (niet te verwarren met Nationaal Park Hainich)    |      |
| Natuurpark Elm-Lappwald                                                                 |      |
| Natuurpark Erzgebirge/Vogtland                                                          |      |
| Natuurpark Feldberger Seenlandschaft                                                    |      |
| Natuurpark Fichtelgebirge                                                               |      |
| Natuurpark Fläming                                                                      |      |
| Natuurpark Flusslandschaft Peenetal                                                     |      |
| Natuurpark Frankenhöhe                                                                  |      |
| Natuurpark Frankenwald                                                                  |      |
| Natuurpark Fränkische Schweiz-Frankenjura                                               |      |
| Natuurpark Frau-Holle-Land                                                              |      |
| Natuurpark Habichtswald                                                                 |      |
| Natuurpark Harz (Niedersachsen) (niet te verwarren met Nationaal Park Harz)             |      |
| Natuurpark Harz (Sachsen-Anhalt) (niet te verwarren met Nationaal Park Harz)            |      |
| Natuurpark Haßberge                                                                     |      |
| Natuurpark Hessische Rhön                                                               |      |
| Natuurpark Hessischer Spessart                                                          |      |
| Natuurpark Hirschwald                                                                   |      |
| Natuurpark Hohe Mark                                                                    |      |
| Natuurpark Hoher Fläming                                                                |      |
| Natuurpark Hoge Venen-Eifel                                                             |      |
| Natuurpark Holsteinische Schweiz                                                        |      |
| Natuurpark Hümmling                                                                     |      |
| Natuurpark Hüttener Berge                                                               |      |
| Natuurpark Insel Usedom                                                                 |      |
| Natuurpark Kellerwald-Edersee (niet te verwarren met Nationaal Park Kellerwald-Edersee) |      |
| Natuurpark Knüll                                                                        |      |
| Natuurpark Kyffhäuser                                                                   |      |
| Natuurpark Lahn-Dill-Bergland                                                           |      |
| Natuurpark Lauenburgische Seen                                                          |      |
| Natuurpark Lüneburger Heide                                                             |      |
| Natuurpark Maas-Schwalm-Nette                                                           |      |
| Natuurpark Märkische Schweiz                                                            |      |
| Natuurpark Mecklenburgische Schweiz und Kummerower See                                  |      |
| Natuurpark Münden                                                                       |      |
| Natuurpark Nagelfluhkette                                                               |      |
| Natuurpark Nassau                                                                       |      |
| Natuurpark Neckartal-Odenwald                                                           |      |
| Natuurpark Niederlausitzer Heidelandschaft                                              |      |
| Natuurpark Niederlausitzer Landrücken                                                   |      |
| Natuurpark Nördlicher Oberpfälzer Wald                                                  |      |
| Natuurpark Nossentiner/Schwinzer Heide                                                  |      |
| Natuurpark Nuthe-Noplitz                                                                |      |
| Natuurpark Obere Donau                                                                  |      |
| Natuurpark Oberer Bayerischer Wald                                                      |      |
| Natuurpark Oberpfälzer Wald                                                             |      |
| Natuurpark Reinhardswald                                                                |      |
| Natuurpark Rhein-Taunus                                                                 |      |
| Natuurpark Rhein-Westerwald                                                             |      |
| Natuurpark Rheinland                                                                    |      |
| Natuurpark Saale-Unstrut-Triasland                                                      |      |
| Natuurpark Saar-Hunsrück                                                                |      |
| Natuurpark Sauerland-Rothaargebirge                                                     |      |
| Natuurpark Schlaubetal                                                                  |      |
| Natuurpark Schlei                                                                       |      |
| Natuurpark Schönbuch                                                                    |      |
| Natuurpark Schwäbisch-Fränkischer Wald                                                  |      |
| Natuurpark Schwarzwald Mitte/Nord                                                       |      |
| Natuurpark Siebengebirge                                                                |      |
| Natuurpark Solling-Vogler                                                               |      |
| Natuurpark Soonwald-Nahe                                                                |      |
| Natuurpark Stechlin-Ruppiner Land                                                       |      |
| Natuurpark Steigerwald                                                                  |      |
| Natuurpark Steinhuder Meer                                                              |      |
| Natuurpark Steinwald                                                                    |      |
| Natuurpark Sternberger Seenland                                                         |      |
| Natuurpark Stromberg-Heuchelberg                                                        |      |
| Natuurpark Südeifel                                                                     |      |
| Natuurpark Südharz                                                                      |      |
| Natuurpark Südheide                                                                     |      |
| Natuurpark Südschwarzwald                                                               |      |
| Natuurpark Taunus                                                                       |      |
| Natuurpark TERRA.vita                                                                   |      |
| Natuurpark Teutoburger Wald/Eggegebirge                                                 |      |
| Natuurpark Thüringer Schiefergebirge/Obere Saale                                        |      |
| Natuurpark Thüringer Wald                                                               |      |
| Natuurpark Uckermärkische Seen                                                          |      |
| Natuurpark Unteres Saaletal                                                             |      |
| Natuurpark Vulkaneifel                                                                  |      |
| Natuurpark Vulkanregion Vogelsberg                                                      |      |
| Natuurpark Wendland.Elbe                                                                |      |
| Natuurpark Weserbergland                                                                |      |
| Natuurpark Westensee                                                                    |      |
| Natuurpark Westhavelland                                                                |      |
| Natuurpark Wildeshauser Geest                                                           |      |
| Natuurpark Zittauer Gebirge                                                             |      |